# Samuel Duvall
Samuel Duvall (n. 11 martie 1836, Liberty, Indiana, SUA – d. 26 septembrie 1908, Liberty, Indiana, SUA) a fost un arcaș ce a reprezentat Statele Unite ale Americii, medaliat olimpic. A participat la o ediție a Jocurilor Olimpice (1904) în care a câștigat o medalie de argint.

## Participări
Lista de mai jos prezintă principalele competiții la care a participat Samuel Duvall de-a lungul carierei.
- archery at the 1904 Summer Olympics – men's team round[*]